# 精進湖
精進湖（）は、山梨県南都留郡富士河口湖町にある湖。富士五湖のひとつで、西から2番目、東から4番目にあたる。富士箱根伊豆国立公園の特別地域内にある。
「富士山-信仰の対象と芸術の源泉」の「富士山域」の一部として世界文化遺産の構成要素に含まれている。

## 概説
同じ富士五湖の西湖・本栖湖と同一の水脈を有し、水面標高も同じ約900メートルで、湖水の水位が連動する傾向がある。最大水深は15.2メートルで河口湖と並び3番目の深さ。0.5平方キロメートルと五湖中でもっとも湖水面積が狭く、流入河川および流出河川はない。
2013年（平成25年）6月22日、「富士山-信仰の対象と芸術の源泉」の構成資産（富士山域）の一つとして、世界文化遺産（日本の文化遺産としては13箇所目）に登録された。

### 成因
富士山の火山活動によって形成された堰止湖で、本栖湖・西湖と同じ水位である。かつては単一の大きな湖（剗の海（せのうみ））であったと考えられているが、富士山の溶岩流でまず南西の本栖湖と分断され、『日本三代実録』に拠る864年（貞観6年）の貞観大噴火の溶岩流によって西湖と分断された。この際には、溶岩流が湖水と接触したことによって水蒸気爆発が起こり、半円形のクレーターが形成されている（北緯35度29分18.5秒 東経138度36分35.6秒 / 北緯35.488472度 東経138.609889度）。

### 名前の由来
精進湖という湖名は、富士参詣者が湖で沐浴して精進潔斎したことに由来する説や、（かつての単一湖「剗の海」という名称も関連し）富士の背にあたることから「背地」（せのち）と呼ばれたとする説がある（『甲斐国志』による）。

### 水質と生物相
栄養湖でプランクトンが多く、湖色も緑色。1930年代の調査でも富栄養化していたがそれ以降も富栄養化は進行しているため、透明度は3メートル程度である。赤潮が発生することもある。ヘラブナやワカサギ、ブラックバス、タニシなどが生息している。

## 周辺
湖岸には、甲府から右左口宿を経て駿河国へ至る軍用道路である中道往還（現国道139号）が通る。精進湖北側から見る富士山は手前に大室山を配しているため、「子抱き富士」とも呼ばれる。前景は青木ヶ原樹海であり、樹海の中に中道往還（国道139号）が走っているため、精進湖北側から望む富士山は手前に建造物がなく樹海の緑に覆われ、絶景である。
かつては湖北部に集落があったが、西湖で増水による被害が発生したのを受け、似たような地形にあった集落は、1972年（昭和47年）頃に湖南部の中道往還（国道139号・358号）沿いの青木ヶ原樹海内に移住し、新居住地は移住地と呼ばれている。移住地には民宿が点在している。

## 中世の精進湖
中世には甲斐・駿河間の主要街道のひとつとして中道往還（国道139・358号）が利用された。中道往還は甲府盆地南部の右左口宿から右左口峠を越えて富士北麓に至り、精進湖・本栖湖を経て現在の静岡県富士宮市へ向かう。中世・近世には海産物の利用にも用いられ、女坂峠（阿難坂・精進峠）を抜けて甲府方面へ抜ける山道は「魚道」と呼ばれた。

## 観光
河口湖や山中湖と異なり開発されていない。北側から富士山方面を見ると、青木ヶ原樹海の中にある道路や建物が見えないため、湖、緑の樹海、富士山が見える大自然の絶景地である。都心から2時間半ほどで行ける。古民家も古くなり、空き家も目立ってきた。その対応として、「The Shoji」を代表するスポットを体験できるフットパスプログラムなどが実施されている。
- パノラマ台：子供の足でも1時間ほどで登れる、精進湖と本栖湖の間にある標高1325メートルの山。精進湖と本栖湖湖畔からハイキングコース入口があり、山下には本栖湖、精進湖、西湖、河口湖が見え、富士山と青木ヶ原樹海が一望でき、晴天ならば富士山の横から駿河湾が見え、北西部側には日本アルプスが望める絶景に出会える。
- 諏訪神社：天井には百人一首が描かれている。
- 精進の大杉：国の天然記念物で諏訪神社の入口にそびえる別名「千年杉」。御神木とされ高さ45メートル、根回り13.6メートル。
- 遊歩道：青木ヶ原樹海の中を通る東海自然歩道、自然観察路がある。

### ジャパン・ショージ JAPAN SHOJI
イギリス人のハリー・スチュワート・ホイットウォーズは、1895年（明治28年）富士山が綺麗に見られる避暑地「ジャパン・ショージ」として日本国外に宣伝した。そのため多くの外国人観光客が訪れ、精進湖に当時日本有数の避暑地として「精進湖ホテル」が創業された。

## カヌー
毎年、カヌーの全国大会(全国少年少女カヌー大会、文部科学大臣杯)が開催されている。（ただし2007年の全国少年少女カヌー大会（平成19年度）は佐賀県で開催された。）
基本的にコースは東から西で左風であり、自動発艇装置が導入されている。 
( 冬期は湖水が凍結するため撤去される。 )
艇庫はパノラマ台前の精進北岸にある

## その他
2015年（平成27年）12月27日、国際天文学連合の惑星システム命名ワーキンググループ (WGPSN: Working Group for Planetary System Nomenclature) によって、土星の衛星タイタンの「湖 (Lacus)」と呼ばれる地形の一つに、精進湖にちなんだ  ショジ湖 (Shoji Lacus) という名前が付けられた。

## 関連画像

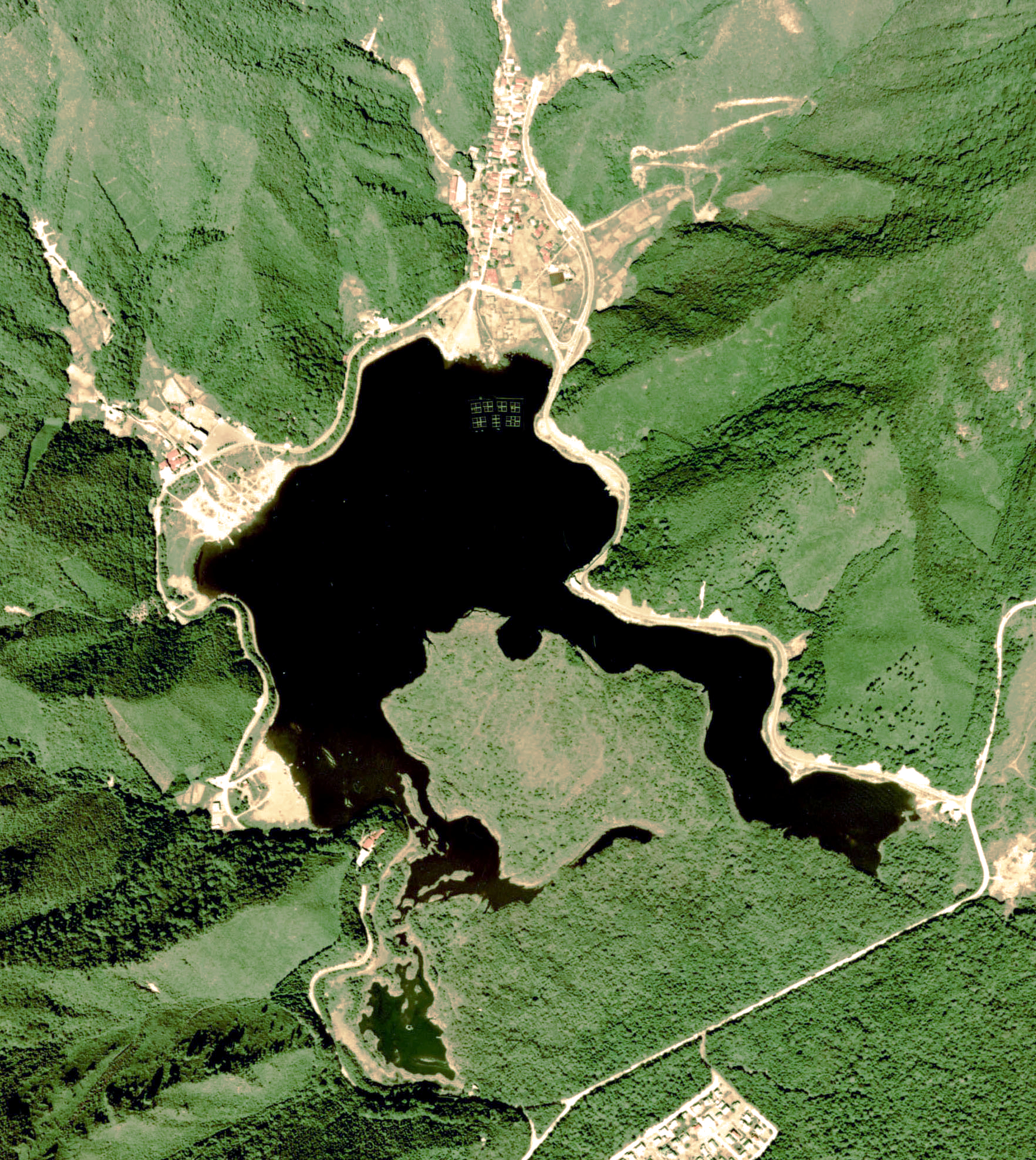
国土交通省 国土地理院 地図・空中写真閲覧サービスの空中写真を基に作成 （1975年度）
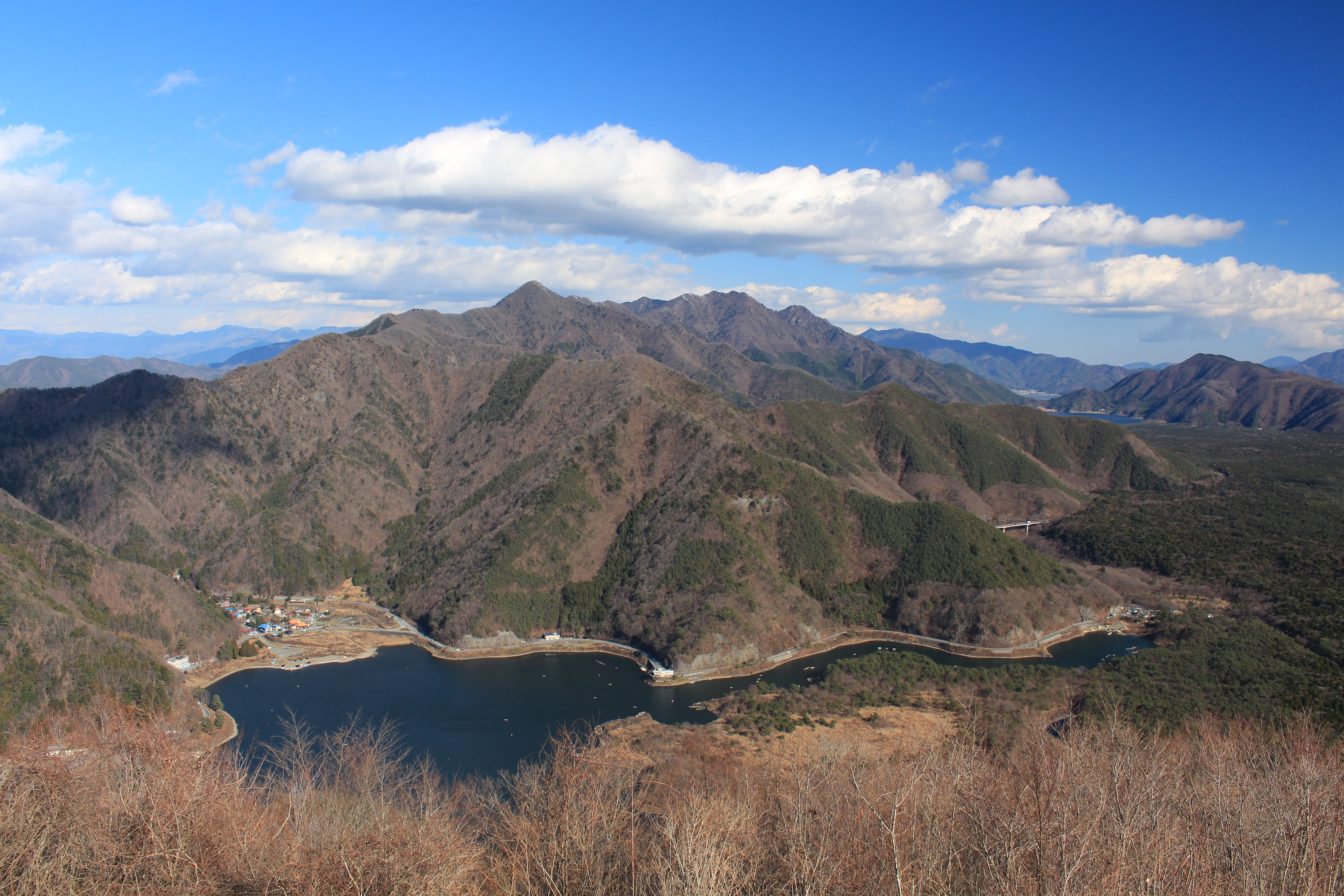
パノラマ台から望む精進湖と御坂山地
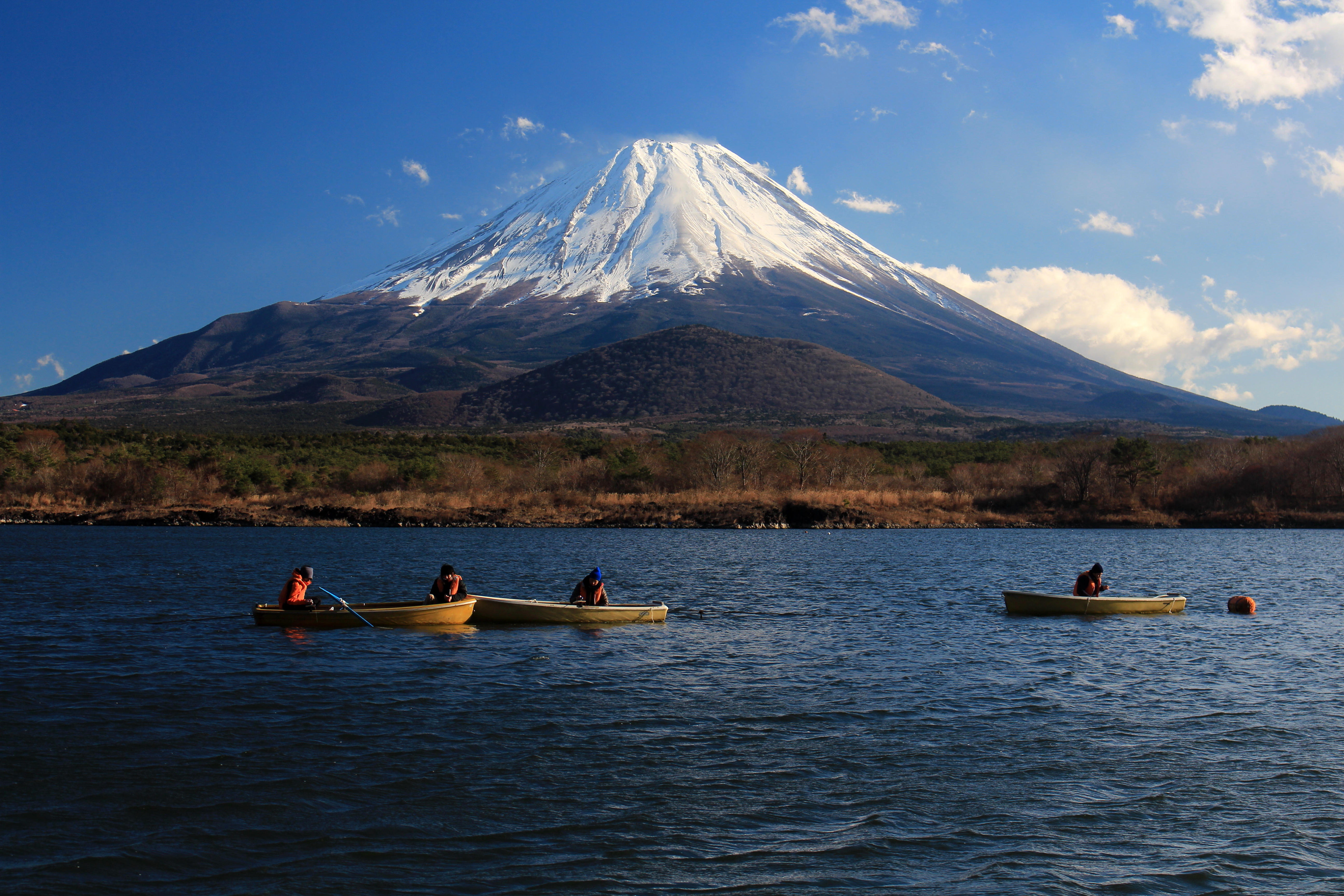
精進湖から望む富士山
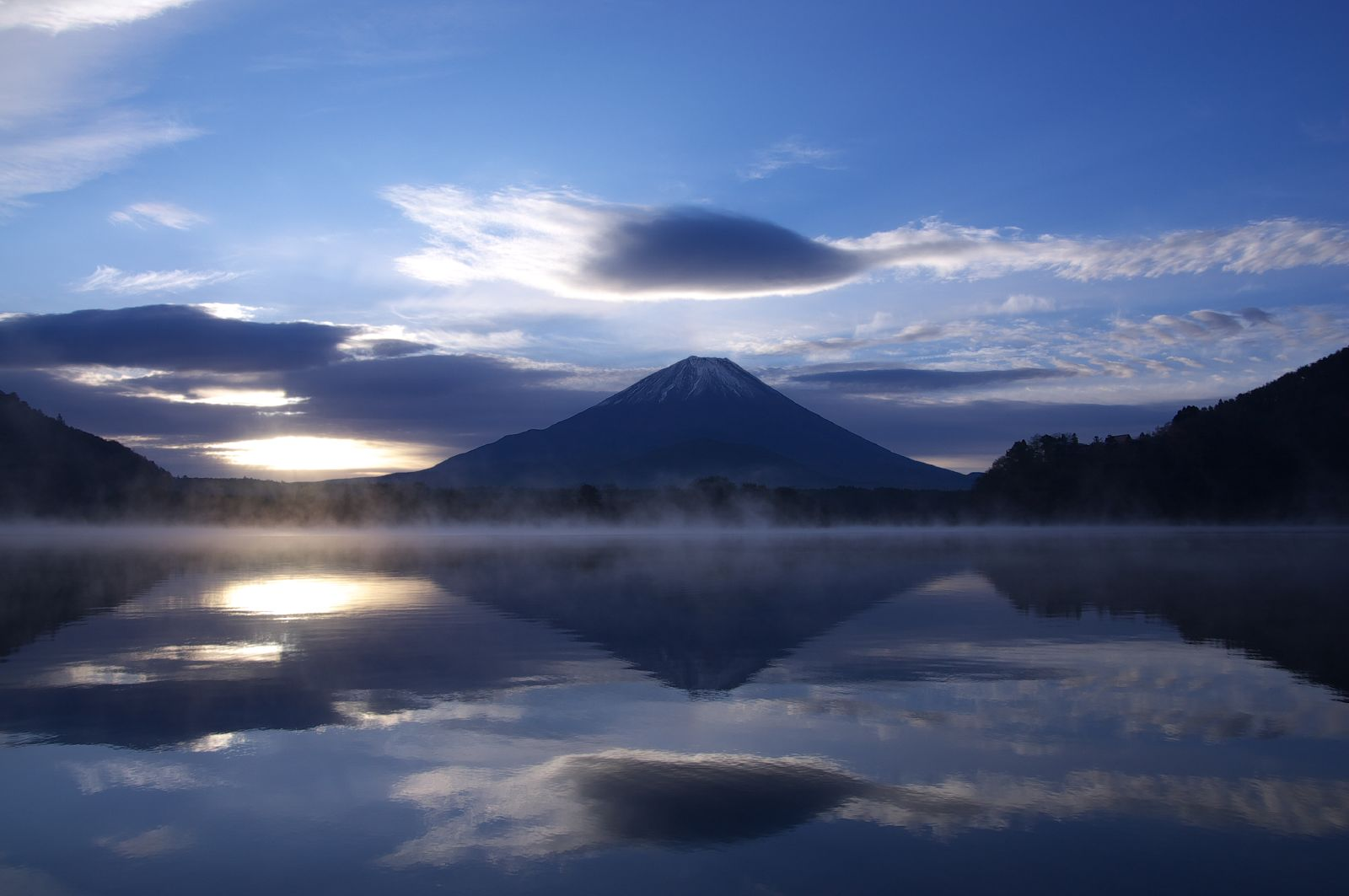
精進湖でみる逆さ富士